# 조개옥
조개옥(趙介玉, 1894년 9월 9일 ~ 1950년 7월 15일)은 대한민국의 독립운동가, 경찰, 군인이다. 1945년 10월 16일 경찰공무원이 되어 11월 6일 경기도경찰부장이 되었으나, 중국군 중좌 이력을 중장으로 허위 이력으로 날조했다는 설과 조병옥과 이름이 비슷하여 정실인사라는 루머가 확산되어 11월 17일 사퇴하였다. 그러나 그는 장개석의 개석에서 이름을 따온 것으로 석(石)보다는 옥(玉)이 나을 것 같아 개옥으로 한 것이라 한다. 1949년 대한민국 호국군(예비군 성격)이 창단되자 호국군 중령이 되었다. 한국전쟁이 발생하자 현역이 되어 1950년 7월 한국전쟁 중 김포지구 전투에서 실종, 전사처리되었다. 본명은 조윤식(趙潤植), 자는 송평(頌平), 호는 축숭(祝嵩) 또는 축숭(祝崇)이다.

## 생애

### 생애 초반
1894년 9월 9일 한성부 북부 순화방 사재감하패계 체부동(현, 서울특별시 종로구 체부동)에서 아버지 조태영(趙泰永)과 어머니 고령 박씨 박희식(朴熙植)의 딸 사이의 1남 1녀 중 아들로 태어났다.
아버지 조태영은 충청북도 음성군 생극면 임곡리 출신이고 그의 일족이 충청북도 음성군 생극면 임곡리에 살고 있으므로, 그를 음성군 출신으로 보기도 한다. 한때 그의 부인 김창기의 고향인 경기도 이천군이 조개옥의 고향으로 잘못 알려지기도 했다. 아버지 조태영은 충청북도 음성군에서 천석의 대지주였다. 후일 조개옥이 독립운동에 참여하면서, 그의 부모는 논밭을 팔아 독립운동 자금으로 대주었다.
1914년 일본으로 유학하여 와세다 대학 정치학과에 입학했다. 1916년 와세다대학 정치학과를 졸업하였다. 일본 와세다 대학 유학 중 쑨원의 삼민주의 및 애국심에 감화되어, 와세다 대학 졸업 후 중화민국으로 건너가 국민혁명군에 입대하였다.

### 중국 국민당군 활동
1917년에는 후난성에 있던 중국 국민혁명군 군사교육기관인 강무당(講武堂) 보병과를 수료하고, 후난성 국민당군 제1사 제1단부(第一團部) 부관(副官)에 임명되어 보병장교로 복무하였다.
1920년경에는 보정군관학교 제8기 포병과에 입학하였다. 이때 그는 조윤식이라는 본명 대신, 보정군관학교 재학 중부터 조송평이라는 이름을 사용했다. 1922년 보정군관학교 졸업 후 1924년부터 우페이푸, 김동식 등이 지휘하는 화북성 독군(督軍)에 배속되어 상위(上尉)에까지 승진했다.
그는 조개옥이라는 이름을 사용했는데, 장개석의 이름에서 따온 것으로, 가족들의 1977년 경향신문 진술에 의하면 돌 석보다는 구슬 옥을 택하게 되었다 한다.
1923년 10월부터 대한민국 임시정부에서는 독립군 양성을 위해 김구를 회장으로 하는 한국노병회를 조직했는데, 조개옥은 노병회 창설에 참여하였다. 그는 중국내에 있는 조선인 장교들에게 홍보, 조선인 청년들의 훈련알선을 전달, 홍보하게 하였다.
1924년 6월경 조개옥이 있던 화북군에 채원개, 조석구(趙錫九) 등 50여 명의 조선인 청년을 뤄양 강무당에 유학시키게 하라는 지시를 받았다. 조개옥은 국민혁명군 장교로서 대한민국 임시정부와 연락을 유지하면서 본격적으로 광복군 창설 교섭활동을 하였다.
1924년 그의 부모가 골라서 중국으로 보내준 이천 출신 신부 김창기와 결혼, 가족들을 데리고 임지로 부임해 다녔다. 1929년 펑위샹 휘하 국민당군 서북군의 작전참모가 되었다.
1931년 만주사변으로 관동군에 밀려 국민혁명군이 중국 변방으로 쫓겨가자 그 또한 한때 외몽골 지방에서 중국군 조직의 일종인 도통서(都統署)의 장교로 관동군과 교전하였다. 1933년에는 항일 제3로(第三路) 사령(司令)으로 복무하였다.
1934년 황푸군관학교 군사교관이 되고, 1935년 국민혁명군 중좌(중령급)로 진급했다. 1945년 귀국 이후 그는 자신을 중국군 예비역 중좌라고 소개했으나, 중국군 중장을 사칭했다는 루머가 확산되었다. 1936년 난징 중앙군 육군대학에서 교관이 되었다.
1940년 국민혁명군에서 퇴역하였다. 그해 만주 열하에서 항일민병대를 조직해 사령관이 되었으나 곧 그만두었다. 이후 부인 김해 김씨 김창기와 함께 상업에 종사했으나 주로 부인이 상점을 경영하였다. 이때 그는 만주 일본군의 눈을 피해 조축숭, 조중학 등으로 이름을 개명하며 살았다.

### 귀국과 경기도 경찰부장
1945년 8월까지 상하이에서 장사를 하며 지내다가 8.15 광복 직후 귀국하였다. 그러나 부인의 상점 경영을 그가 축재한 것으로 호도하여 비판이 가해지기도 했다. 그의 중좌 발언을 중장으로 왜곡한 소문이 돌기도 했다. 1945년 건국준비위원회 성북지구 치안대장에 임명되어 활동하였고, 국민군창설준비위원장으로도 활동했다. 같은 해 10월 16일 미국에서 귀국한 이승만의 추천으로 경찰공무원에 입문했다. 그해 10월 말 경기도 경찰부장으로 장택상이 추천되었지만, 이승만의 천거를 받은 미군 장교의 추천으로 그가 경기도 경찰부장이 되었다. 이때 조병옥은 이승만이 자신에게 묻지 않고 조개옥을 경기도경찰부장으로 추천한 것을 서운해했다 한다.
그는 11월초 돈암장에 찾아갔다가 내가 하지 중장에게 추천을 해놨으니 지금가서 만나봐야 된다며, 조개옥을 조병옥에게 소개시켰다. 10월 12일 경기도 경찰부장으로 내정되어 11월 6일 경성 부민관에서 초대 경기도 경찰부장에 취임하였다. 그런데 그가 40년~45년까지 상업에 종사한 것을 이유로 부하 경찰들이 배척하였다. 조선시대 출생자들이 살아있던 당시만 해도 장사 경력을 배척하는 이유가 되었다.
그가 후임 성북경찰서장이 된 이희상을 유치장에 가둔 이유는 알려져 있지 않으나, 형사과장 대리 홍병식은 시간을 끌다가 이희상을 돌려보냈고 이희상은 사직서를 냈다. 이 뒤로 경기도 경찰청에서 그에 대한 소문들이 돌았다.
그러나 중국군 중좌 이력을 중장으로 허위 이력으로 날조했다는 설과 조병옥과 이름이 비슷하여 정실인사라는 루머가 확산되어 11월 17일 사퇴하였다. 일부 부하들은 그가 시키지도 않았는데 장군님이라 부르며 뒤에서 비웃었다. 그가 가짜 장군이었다는 루머와 조롱은 1977년 경향신문의 이성우 기자가 취재할 당시까지도 계속 돌았다.
이승만은 조개옥을 만류하며 계속 복직할 것을 부탁했다. 그러나 조개옥은 이승만을 찾아가 예상했던 대로 저는 군인이지 경찰은 못할 것 같다며 사양했다. 1945년 12월 3일 그의 복직 청원이 한때 올라오기도 했지만, 그는 사양하였다. 46년 1월 12일부터 46년 9월 24일 후임자 박명제를 임명할때까지 수도경찰청장 장택상이 경기도경찰국장을 겸직하였다.

### 군인 활동과 전사
1945년 12월 군사영어학교가 개교하자, 중국 국민당군 출신들에 대한 추천권한을 위임받아 이성가, 유해준(兪海濬) 등을 1기 입교생으로 추천하였다.
1947년 5월 16일 자신도 육군사관학교 4기 특별반으로 입교하여 4개월 훈련을 수료한 뒤 같은 해 9월 10일 졸업하고 소위로 임관되었다. 1949년 예비군 성격의 대한민국 호국군이 창단되자, 호국군 중령으로 참모장에 오르기도 했다.
1950년 6.25 전쟁 당시 육군 중령으로 참전했다가 7월 15일 경기도 김포군(현 김포시)에서 조선인민군과 교전 중에 실종되었다. 묘소는 가묘 여부는 불분명하나 충청북도 음성군 생극면 임곡리에 조성되어 있다가 후일 대전 현충원으로 이장, 대전국립현충원 애국지사묘 260번에 안치되었다.

### 사후
사후 1980년 대통령표창을 추서받았으며, 1990년 건국훈장 애족장(제 2397호)에 서훈되었다.

## 같이 보기
- 경기도지방경찰청
- 대한민국 경찰
- 이범석 (1900년)
- 조병옥
- 김구
- 이승만
- 쑨원

| 전임 월터 스톤(Walter F. Stone) | 제3대 경기도 제1관구 경찰부장 1945년 10월 12일 ~ 1945년 11월 17일 | 후임 월터 스톤(Walter F. Stone) |